# Поздний рассвет (пьеса)
«Поздний рассвет» — незавершенная пьеса  Коста Хетагурова. Судя по сохранившимся автографам, пьеса должна была состоять из 4 действий, 10 явлений .
Пьеса «Поздний рассвет» была написана в то время, когда он учился в Петербургской Академии Художеств. По мнению С.Ш. Габараева эта пьеса, как и пьеса «Чердак», написанная в то же время, «по своей художественной форме несовершенна», так как эти пьесы были первым опытом Хетагурова.
Некоторые имена героев «Позднего рассвета» совпадают с именами героев драматической поэмы Коста Хетагурова «Чердак» (Веселовский, Злобин и др.). 

## Сюжет
Главный герой, молодой художник Борис — революционно настроенный юноша, решивший посвятить свою жизнь освобождению народа. Ради достижения этой цели он отвергает любящую его девушку Ольгу. На её вопрос, что он хочет делать, Борис отвечает: «Я хочу служить народу». Он хочет покинуть Петербург навсегда и трудиться на благо народа, что он и считает высшим своим долгом. Ольга старается отговорить его от этих намерений, говоря что «его долг служить общему благу тем, в чём его призвание — высокое свободное искусство», являющееся «лучшим проповедником свободы» и «высоких идей». А его мечты она называет «бредом безумных мечтаний».
Борис всё же уезжает из Петербурга с другом Клавдием, они «уходят в народ».

## Публикация
Фрагменты пьесы опубликованы в разделе «Незавершенные произведения», в 5 томе Полного собрания сочинений Коста Хетагурова в 5 т.